# 반다이 남코 게임스 발매 게임 목록
반다이 남코 게임스 발매 목록은 반다이 남코 게임스에서 발매한 게임 타이틀 목록이다. 편의상 사명 변경 전의 (구) 남코(지금의 남코와는 사업 업종이 다르다.)의 발매 목록도 포함한다. 또한 개발하였으나 타사에서 발매된 게임도 포함한다.

## (구)남코의 작품

### 1970년대
- 1978년

- 나발론

남코의 오리지널 게임 제 1호는 《지비》(Gee Bee)라는 것이 공식적인 입장이지만, 일부 직영점에 한해 본 게임이 가동했다는 비공식 기록이 존재하기 때문에 본 항목에서는 0호의 개념으로 기술하였다. 게임 내용은 《스페이스 인베이더》에서 착안한 고정화면 슈팅 게임. 타이틀은 《나발론 요새》에서 힌트를 얻은 것으로 보인다. 다만 발매 시기를 볼 때 실제로 스페이스 인베이더의 영향을 받았는지는 명확하지 않다. (나발론은 1978년 7월 발매, 스페이스 인베이더는 1978년 12월 발매)
- 지 비(Gee Bee)

- 1979년

- 밤 비(BOMB BEE)
- 갤럭시안
- 큐티Q(CUTIE Q)
- 수퍼 콜렉션 (미국은 슈퍼 컬렉션)

### 1980년대

#### 1980년
- 해저보물 찾기
- 팩맨
- 킹 앤 벌룬
- 탱크 배탈리안 (タンクバタリアン)
- 랠리 X

#### 1981년
- 뉴 랠리 X
- 워프 앤 워프
- 갈라가
- 보스코니언

#### 1982년
- 디그더그
- 폴 포지션
- 슈퍼 팩맨

#### 1983년
- 제비우스
- 맵피
- 팩 앤 펄(パック&パル)
- 폴 포지션 2
- 포존 (フォゾン)
- 리블라블(リブルラブル)

#### 1984년
- 개플러스(ギャプラス,GAPLUS)
- 드루아가의 탑
- 팩 랜드
- 그롭다
- 수퍼 제비우스

#### 1985년
- 드래곤 버스터
- 디그 더그 II
- 미니골프 - MSX 오리지널 골프 게임
- 메트로 크로스
- 워프맨 - 워프 앤 워프의 리메이크
- 바라듀크
- 모토스
- 배틀시티 - 탱크 배탈리안의 리메이크
- 버거타임 - 데이터 이스트의 아케이드 게임 《햄버거》의 이식 작품.
- 스카이 키드
- 초시공요새 마크로스 - 애니메이션 《초시공요새 마크로스》를 게임화. 발매처는 반다이.
- 스타 러스터

#### 1986년
- 태그팀 프로레슬링 - 데이터 이스트의 《더 빅 프로레슬링》의 패미컴 판.
- 토이팝
- 홉핑 맵피
- 스카이 키드 DX
- 슈퍼 차이니즈 - 마이크로 아카데미에서 발매된 아케이드 게임 이식 작품.
- 이슈타르의 부활
- 바벨탑
- 발키리의 모험
- 선더 세프터(サンダーセプター )
- 수퍼 제비우스 건프의 수수께끼
- 원평토마전
- 맵피 랜드
- 프로야구 패밀리 스타디움
- 3D 선더 세프터 2
- 롤링 선더

#### 1987년
- 원더 모모
- 요괴도중기
- 산마의 명탐정
- 패밀리 자키
- 드래곤 스피리트
- 블레이저
- 패밀리 복싱
- 패밀리 마작
- 드래곤 슬레이어 4 드래슬리 패밀리 - 개발은 니혼 팔콤
- 쿠에스타
- 디지털 데빌 스토리 여신전생
- 사이드 포켓 - 데이터 이스트의 아케이드 게임 이식
- 팩 매니아
- 루팡 3세 판도라의 유산
- 시공융전 데비어스
- 갈라가 '88
- 파이널 램프
- 패밀리 테니스
- 스타워즈 - 영화 《스타워즈》의 게임화
- 카르노브 - 데이터 이스트의 아케이드 게임 이식

#### 1988년
- 패밀리 서킷
- 프로야구 월드 스타디움
- 독안룡 마사무네
- 어썰트
- 초절륜인 베라보맨
- 남코 클래식
- 메르헨 메이즈
- 카이의 모험
- 삼국지 중원의 패자
- 폭격기총정
- 오딘
- 에리카와 사토루의 꿈 모험
- 메탈 호크
- 월드 코트
- 스플래터하우스
- 패수 이야기(貝獣物語)
- 패밀리 마작 2 상해로 가는 길
- 페이스 오프
- 미래 닌자
- 킹 오브 킹스
- 제비우스 파드라우트 전설 - MSX2에서 발매

#### 1989년
- DS 5000
- 와간 랜드
- 위닝런
- 페리오스
- 롬퍼즈
- 하이드라이드 3 암흑의 방문자 - T&E 소프트의 동명 작품을 파미컴으로 이식
- 블라스트 오프
- 하야우치 슈퍼 바둑
- 패밀리 핀볼
- 드래곤 스피리트 새로운 전설
- 마인드시커
- 발키리의 전설
- 데빌맨 - 만화 《데빌맨》의 게임화
- 드래곤 버스터 2 어둠의 봉인
- 홈런 컨테스트
- 다트 폭스
- 라사루 이시이의 차일드 퀘스트
- 퀀티
- 드래곤 닌자 - 데이터 이시트의 아케이드 게임 이식
- 천하일무사 케루 나구루
- 스플래터하우스 완파쿠 그래피티
- 파이니스트 아워
- 버닝 포스
- 페넌트레이스
- 위닝런 스즈카 GP
- 데인저러스 시드
- 포토랙스

### 1990년대

#### 1990년
- 마블 랜드
- 갤럭시안
- 바룬바
- 디지털 데빌 스토리 여신전생 II
- 구계도중기
- 배틀 플릿
- 피스톨 다이묘의 모험
- 파이널 랩 2
- 유노스로드스터 드라이빙 시뮬레이터
- 파이널 블라스터
- 크랙스
- 메가패널
- F1도중기
- 드래곤 세이버
- 와간 랜드 2

#### 1991년
- 주베이 퀘스트
- 심로드
- 슈퍼 월드 스타디움
- 레슬볼 메가드라이브 오리지널 작품
- 스틸 건너
- 위닝런 '91
- 신비한 바다의 나디아 (동명 만화의 게임화)
- 오보차마군 - 동명 만화의 게임화, 제작은 팩 인 비디오, 판매는 남코가 맡았다.
- 남코트 마작 3 마작 천국
- 메가 트랙스
- 스타 블레이드
- 솔발로우
- 태그 포스
- 헤이세이 천재 바카본 (동명 만화의 게임화)
- 수퍼 와간 랜드

#### 1992년
- 너클 헤즈

#### 1994년
- 철권
- 포인트 블랭크
- outfoxies

#### 1995년
- 철권 2
- 타임크라이시스
- 소울 엣지
- 도쿄 워즈
- 제비우스 3D/G

#### 1997년
- 타임크라이시스2
- 바람의 크로노아 door to phantomile

#### 1998년
- 소울칼리버
- 건맨 워즈

#### 1999년
- 미스터 드릴러
- 크라이시스존
- 철권 태그 토너먼트
- 퀵 앤 크래시
- 구울 패닉 OH! BAKYUUUN
- 엄 재머 래리 NOW!
- 고르고 13

### 2000년대
- 가면라이더 쿠우가 psx,ps1
- 고르고 13 기적의 탄도
- 트럭광주곡

#### 2001년
- 철권 4
- 마참
- 밀리언 히트
- 가면라이더 아키토 psx,ps1
- 바람의 크로노아 2 ~세계가 갈망한 분실물~
- 에이스 컴뱃 4
- 고르고 13 총성의 잔혼가

#### 2003년
- 타임크라이시스3

#### 2004년
- 에이스 컴뱃 5
- 코브라 더 아케이드

## 반다이 남코 게임스 설립 후 주요 작품

### 남코 레이블

#### 2006년
- 에이스 컴뱃 제로
- 타임크라이시스4

#### 2007년
- 철권 6

#### 2008년
- 철권 6 블러드라인 리벨리온

##### 2009년
- 레이징스톰

##### 2015년
- 타임크라이시스5

## 반다이 레이블

### 반프레스트 레이블
2008년 4월 이전 발매 게임은 반프레스트#가정용 게임을 참고
2008년
- 4월 - 서몬나이트
- 5월 - 무한의 프론티어 수퍼로봇대전OG사가
- 6월 - 수퍼로봇대전A PORTABLE
- 8월 - 서몬나이트2
- 9월 - 수퍼로봇대전Z

2009년
- 3월 - 수퍼로봇대전Z 스페셜 디스크
- 3월 - 기동전사 건담 건담VS.건담 NEXT - 아케이드판
- 3월 - 수퍼로봇대전K
- 8월 - 마그나카르타 2
- 8월 - 수퍼로봇학원
- 10월 - 수퍼로봇대전NEO

## 같이 보기
- 반다이